# Dungeon (revista)
Dungeon es una de las dos revistas oficiales del juego de rol Dungeons & Dragons (la otra es Dragon). Fue primero publicada bimensualmente bajo el título Dungeon Adventures desde 1986, año en que la lanzó al mercado la editorial TSR, Inc., propietaria de Dungeons & Dragons. Pasó a ser mensual en 2003 y dejó de ser publicada en soporte de papel (para pasar a ser publicada únicamente en internet) a partir de su número 150.

## Historia
La editorial que lanzó la publicación de Dungeon fue la misma que había creado el juego sobre el que versaba: la editorial TSR, Inc. En 1997 TSR fue comprada por Wizards of the Coast, quien publicó a su vez las dos revistas (Dragon y Dungeon) hasta que en 2002 vendió los derechos de publicación de ambas revistas a la editorial Paizo. Entonces Paizo las publicó hasta que en agosto de 2007 Wizards of the Coast decidió que ya no le renovaría más los derechos de publicación, lo que hizo que en septiembre de ese año Dragon y Dungeon pasaran definitivamente del formato de papel (en quiosco) al formato electrónico (en línea).

## Premios
- 1991: Premio Origins a la mejor revista profesional sobre juegos de aventuras de 1990
- 2002: Premio ENnie a la mejor ayuda o al mejor accesorio

## Dungeonen España
Dungeon (redactada enteramente en español pero conservando su título original en inglés) fue publicada por primera vez en España por Ediciones Martínez Roca, que tomó el relevo de la publicación del juego de rol Dungeons & Dragons en español al haber firmado su balance de cierre Ediciones Zinco, la editorial que había publicado el juego hasta ese momento. Mientras que Zinco había adaptado Dragon al mercado español Martínez Roca optó por Dungeon, de la que sólo publicó cuatro números en los años 1999 y 2000.